# Syn Robin Hooda (film 1958)
Syn Robin Hooda (ang. The Son of Robin Hood) – brytyjski film przygodowy z 1958 roku. Film swobodnie nawiązuje do legend o Robin Hoodzie

## Główne role[2]
- David Hedison - Jamie (Al Hedison)
- June Laverick - Deering Hood
- David Farrar - książę Simon Des Roches
- Marius Goring - Chester
- Philip Friend - baron Charles Dorchester
- Delphi Lawrence - Lady Sylvia
- George Coulouris - Alan A. Dale
- George Woodbridge - Mały  John
- Humphrey Lestocq - Blunt
- Noel Hood - matka przełożona
- Shelagh Fraser - Constance
- Jack Lambert - Will Scarlet
- Oliver Johnston - aptekarz
- Russell Napier - giermek  Miles
- Alastair Hunter - leśniczy